# Andy Warhol (sång)
Andy Warhol är en låt av David Bowie som finns med på hans album Hunky Dory från 1971 och som B-sida till Changes från 1972. 1971 spelade Bowie låten för Andy Warhol som inte gillade den, för den gjorde narr av hans utseende. Sedan Bowie hade spelat färdigt låten stod de, enligt Bowie, bara och stirrade på varandra en stund. Sedan sade Warhol att han gillade Bowies skor, varpå de fortsatte prata om skor i 45 minuter.[källa behövs]